# بازی‌های غرب آسیا
بازی‌های غرب آسیا (انگلیسی: West Asian Games) رویدادی چندورزشی است که هر ۴ سال یکبار باحضور ورزشکاران کشورهای آسیای غربی برگزار می‌شود. در حال حاضر ۱۳ کشور در این بازی‌ها شرکت می‌کنند که عبارتند از بحرین، ایران، عراق، اردن، کویت، لبنان، عمان، دولت فلسطین، قطر، عربستان سعودی، سوریه، امارات متحده عربی، و یمن.

## فهرست بازی‌ها
در اولین دوره بازیهای غرب اسیا در تهران رشته وزنه برداری هم بود که تیم ملی بزرگسالان ایران با ترکیب کامل 8 وزنه بردار و اولین مربیگری رسمی مربی بلغاری ایران ''' ایوانف''' بود.

ترکیب تیم ملی ایران: یوسف کرمی - حسن پاشام - افشین تقی پور - جواد خوشدل - شاهین نصیری نیا - حمید رشیدی حمید رشیدی(وزنه بردار) - سعید سلامت - حسین رضازاده

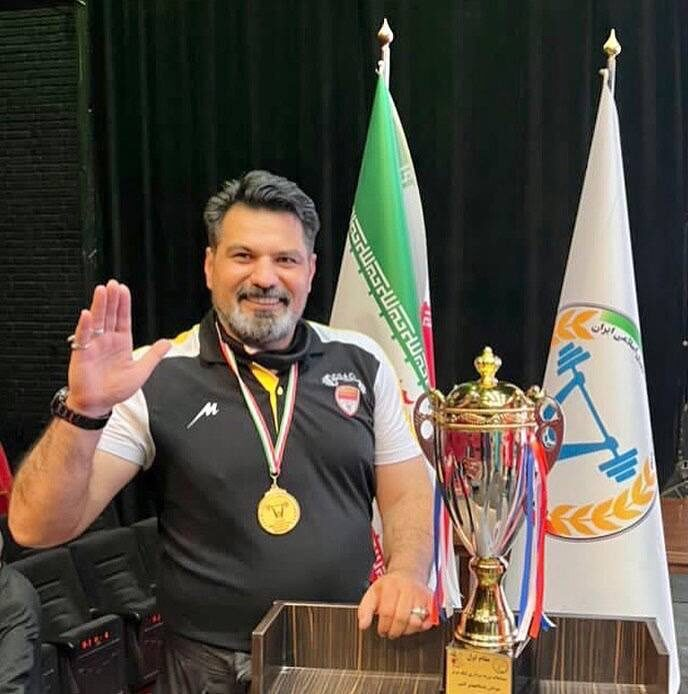
RASHIDI

مسابقات در مجموعه آزادی تهران - سالن وزنه برداری
حمید رشیدی(وزنه بردار) عضو تیم ملی وزنه برداری ایران در دسته 94 کیلو 

با مهار وزنه های 

150 کیلوگرم در یکضرب و 180 کیلوگرم در دوضرب و مجموع 330 کیلوگرم 
موفق به کسب مدال طلا برای کاروان ایران شد.

حمید رشیدی حمید رشیدی(وزنه بردار) که متولد شهر اهواز -خوزستان میباشد اولین مدال آسیایی خودش را صید کرد.

| دوره | ساز  | شهر میزبان | کشور میزبان | تاریخ شروع | تاریخ پایان | کشورها | ورزشکاران | ورزش‌ها | رویدادها | مقام اول    |
| ---- | ---- | ---------- | ----------- | ---------- | ----------- | ------ | --------- | ------ | -------- | ----------- |
| I    | ۱۹۹۷ | تهران      | ایران       | ۱۹ نوامبر  | ۲۸ نوامبر   | ۱۰     | ۸۵۰       | ۱۱     | ۱۳۴      | ایران (IRI) |
| II   | ۲۰۰۲ | کویت (شهر) | کویت        | ۳ آوریل    | ۱۲ آوریل    | ۱۲     | ۹۷۰       | ۹      | ۷۰       | کویت (KUW)  |
| III  | ۲۰۰۵ | دوحه       | قطر         | ۱ دسامبر   | ۱۰ دسامبر   | ۱۳     | ۱٬۲۰۰     | ۱۱     | ۱۱۸      | قطر (QAT)   |

## جدول کل مدال‌ها
| رتبه            | کشور                    | طلا | نقره | برنز | مجموع |
| --------------- | ----------------------- | --- | ---- | ---- | ----- |
| ۱               | ایران (IRI)             | ۹۲  | ۷۳   | ۸۸   | ۲۵۳   |
| ۲               | کویت (KUW)              | ۷۱  | ۵۹   | ۵۷   | ۱۸۷   |
| ۳               | سوریه (SYR)             | ۴۴  | ۴۶   | ۴۹   | ۱۳۹   |
| ۴               | قطر (QAT)               | ۳۷  | ۳۳   | ۳۳   | ۱۰۳   |
| ۵               | قرقیزستان (KGZ)         | ۲۶  | ۱۵   | ۱۶   | ۵۷    |
| ۶               | عربستان سعودی (KSA)     | ۱۵  | ۱۶   | ۲۱   | ۵۲    |
| ۷               | اردن (JOR)              | ۷   | ۱۷   | ۲۰   | ۴۴    |
| ۸               | امارات متحده عربی (UAE) | ۷   | ۱۰   | ۱۱   | ۲۸    |
| ۹               | لبنان (LIB)             | ۷   | ۹    | ۱۰   | ۲۶    |
| ۱۰              | ترکمنستان (TKM)         | ۵   | ۱۳   | ۳۰   | ۴۸    |
| ۱۱              | تاجیکستان (TJK)         | ۳   | ۱۱   | ۱۹   | ۳۳    |
| ۱۲              | بحرین (BRN)             | ۳   | ۲    | ۴    | ۹     |
| ۱۳              | یمن (YEM)               | ۳   | ۱    | ۳    | ۷     |
| ۱۴              | عراق (IRQ)              | ۲   | ۱    | ۷    | ۱۰    |
| ۱۵              | عمان (OMA)              | ۰   | ۵    | ۶    | ۱۱    |
| ۱۶              | فلسطین (PLE)            | ۰   | ۰    | ۰    | ۰     |
| مجموع (۱۶ کشور) | مجموع (۱۶ کشور)         | ۳۲۲ | ۳۱۱  | ۳۷۴  | ۱۰۰۷  |